# قشلاق حاج سلیمان اکبر کرامتی
قشلاق حاج سلیمان اکبر کرامتی یک روستا در ایران است که در استان اردبیل ، شهرستان بیله سوار ، بخش قشلاق دشت و دهستان قشلاق شرقی واقع شده‌است. قشلاق حاج سلیمان اکبر کرامتی ۳۳ نفر جمعیت دارد.